# San Martino di Finita
San Martino di Finita er en by i Calabrien, Italien med 969 (2023) indbyggere.